# إيرا لويد ليتس
إيرا لويد ليتس (بالإنجليزية: Ira Lloyd Letts) هو محامي وقاضي أمريكي، ولد في 29 مايو 1889 في مقاطعة كورتلاند في الولايات المتحدة، وتوفي في 24 نوفمبر 1947 في بوسطن في الولايات المتحدة.